# 单羽耳蕨
单羽耳蕨（学名：Polystichum simplicipinnum）为鳞毛蕨科耳蕨属下的一个种。

## 扩展阅读
- 維基物種上的相關：单羽耳蕨